# Devon & Exeter Football League
Devon & Exeter Football League (DEFL), kallad Macron Devon & Exeter Football League eller bara Macron League av sponsorskäl, är en fotbollsliga i England, grundad cirka 1900. Ligan består främst av klubbar från östra Devon och staden Exeter med omgivningar, men accepterar klubbar från hela Devon och de som ligger inom 50 engelska mil från Exeter, vilket omfattar delar av Dorset och Somerset.
Ligans ursprung är något oklart men den ska från början ha hetat East Devon Junior Football League eller möjligen East Devon Football Association innan den 1903 bytte namn till East Devon Senior Football League. De senare professionella klubbarna Exeter City och Torquay United spelade i ligan vid denna tid. Efter en sammanslagning med en annan liga 1908 blev det nya namnet Exeter & District Football League. På den tiden kom många av de mindre klubbarna från lokala kyrkor, skolor eller militärbaser, men efterhand som transportmöjligheterna förbättrades bildades många klubbar i Exeters stadskärna och i omgivande orter, särskilt efter första världskriget. Toppdivisionen bytte namn från Division 1 till Premier Division 1921. Omkring 1930 skedde en sammanslagning med en annan liga och under de följande åren fram till efter andra världskriget tog ligan emot flera klubbar från andra ligor i området som lagts ned. Från slutet av 1950-talet växte ligan betydligt och bytte 1972 namn till det nuvarande namnet Devon & Exeter Football League. Ligan förlorade några av de bästa klubbarna i och med bildandet av Devon County Football League 1992.
Ligan har sedan 2017 nio divisioner, Premier Division och Division 1 ned till Division 8, varav toppdivisionen Premier Division ligger på nivå 12 i det engelska ligasystemet. Ligan har inga egna cuper, men klubbarna i ligan deltar i flera olika cuper som inte arrangeras av ligan.
En klubb i Premier Division kan flyttas upp till Devon Football League (nivå 11). Inom Devon & Exeter Football League flyttas två klubbar upp och ned mellan varje division.

## Mästare

### 1900–1901
| Säsong  | Division 1    |
| ------- | ------------- |
| 1900/01 | Exeter United |

### 1901–1921
| Säsong  | Division 1                                            | Division 2                                            |
| ------- | ----------------------------------------------------- | ----------------------------------------------------- |
| 1901/02 | St Luke's College                                     | St Sidwells United                                    |
| 1902/03 | St Luke's College (2)                                 | St Sidwells United                                    |
| 1903/04 | St Luke's College (3)                                 | Friernhay                                             |
| 1904/05 | Exeter City                                           | Willeys Athletic                                      |
| 1905/06 | 112th Battery RFA                                     | Friernhay                                             |
| 1906/07 | 113th Battery RFA                                     | Friernhay                                             |
| 1907/08 | St Luke's College (4)                                 | Friernhays reservlag                                  |
| 1908/09 | 15th Brigade RFA                                      | 15th Brigade RFA:s reservlag                          |
| 1909/10 | St Leonards 149th Battery RFA                         | Topsham St Margarets                                  |
| 1910/11 | Topsham St Margarets                                  | Digbys (City Asylum)                                  |
| 1911/12 | 138th Battery RFA                                     | Southernhay Old Boys                                  |
| 1912/13 | Topsham St Margarets (2)                              | St Thomas Church                                      |
| 1913/14 | St Thomas Church                                      | Ottery St Mary                                        |
| 1914–19 | Uppehåll i ligaspelet på grund av första världskriget | Uppehåll i ligaspelet på grund av första världskriget |
| 1919/20 | Friernhay                                             | Alphington                                            |
| 1920/21 | Friernhay (2)                                         | Heavitree                                             |

### 1921–1926
| Säsong  | Premier Division | Senior Division      |
| ------- | ---------------- | -------------------- |
| 1921/22 | Friernhay (3)    | Heavitree            |
| 1922/23 | Friernhay (4)    | Bovey St Johns       |
| 1923/24 | Heavitree United | Friernhays reservlag |
| 1924/25 | Friernhay (5)    | Tiverton Town        |
| 1925/26 | Ilfracombe Town  | Tiverton Town        |

### 1926–1928
| Säsong  | Premier Division  |
| ------- | ----------------- |
| 1926/27 | Tiverton Town     |
| 1927/28 | Tiverton Town (2) |

### 1928–1938
| Säsong  | Premier Division       | Senior Division            |
| ------- | ---------------------- | -------------------------- |
| 1928/29 | Ilfracombe Town (2)    | Exeter Locos               |
| 1929/30 | Ilfracombe Town (3)    | Ilfracombe Towns reservlag |
| 1930/31 | Friernhay (6)          | Budleigh Salterton         |
| 1931/32 | Devon General          | Friernhays reservlag       |
| 1932/33 | Friernhay (7)          | St Mark's                  |
| 1933/34 | Tiverton Town (3)      | Dawlish                    |
| 1934/35 | Friernhay (8)          | Dawlish                    |
| 1935/36 | Exeter Citys reservlag | Southern Railway           |
| 1936/37 | Friernhay (9)          | Lympstone                  |
| 1937/38 | Friernhay (10)         | Lympstone                  |

### 1938–1946
| Säsong  | Premier Division                                     |
| ------- | ---------------------------------------------------- |
| 1938/39 | Friernhay (11)                                       |
| 1939–46 | Uppehåll i ligaspelet på grund av andra världskriget |

### 1946–1947
| Säsong  | Premier Division | Senior Division 1     | Junior Division 1     | Junior Division 2 | Junior Division 3        |
| ------- | ---------------- | --------------------- | --------------------- | ----------------- | ------------------------ |
| 1946/47 | Barnstaple Town  | Loyals (Clyst Valley) | Great Western Railway | N.A.L.G.O.        | Buddle Estates reservlag |

### 1947–1948
| Säsong  | Premier Division     | Senior Division 1 | Senior Division 2 | Junior Division 1 | Junior Division 2 | Junior Division 3 |
| ------- | -------------------- | ----------------- | ----------------- | ----------------- | ----------------- | ----------------- |
| 1947/48 | Heavitree United (2) | Lympstone         | I.T.C.R.M.        | Okehampton Argyle | Ottery St Mary    | Elmfield          |

### 1948–1949
| Säsong  | Premier Division     | Senior Division 1 | Junior Division 1     | Junior Division 2 East | Junior Division 2 West | Junior Division 3                |
| ------- | -------------------- | ----------------- | --------------------- | ---------------------- | ---------------------- | -------------------------------- |
| 1948/49 | Heavitree United (3) | Lympstone         | Great Western Railway | Elmfield               | Bow AAC                | Willeys Athletic Crediton United |

### 1949–1950
| Säsong  | Premier Division      | Senior Division 1 | Junior Division 1 | Junior Division 2A | Junior Division 2B | Junior Division 3A | Junior Division 3B |
| ------- | --------------------- | ----------------- | ----------------- | ------------------ | ------------------ | ------------------ | ------------------ |
| 1949/50 | St Luke's College (5) | Clyst Valley      | R.E.M.E. Kenn     | Ide                | Starcross          | Crediton United    | Cullompton Rangers |

### 1950–1958
| Säsong  | Premier Division           | Senior Division 1            | Senior Division 2           | Junior Division 1     | Junior Division 2A           | Junior Division 2B          | Junior Division 3A    | Junior Division 3B            |
| ------- | -------------------------- | ---------------------------- | --------------------------- | --------------------- | ---------------------------- | --------------------------- | --------------------- | ----------------------------- |
| 1950/51 | St Luke's College (6)      | I.T.C.R.M.                   | Topshams reservlag          | Chudleigh             | Westexe Rovers               | Morris Works                | Crosspark             | Woodbury                      |
| 1951/52 | Heavitree United (4)       | R.E.M.E.                     | Tiverton Towns reservlag    | Newton Poppleford     | Alphington                   | Rockbeare                   | Pinhoe                | Budleigh Saltertons reservlag |
| 1952/53 | R.E.M.E.                   | Axminster Town               | Friernhays reservlag        | Hatherleigh           | Pinhoe                       | Rowe Bros                   | Christow              | Shakespeare                   |
| 1953/54 | St Luke's College (7)      | Ottery St Mary               | Exeter Citys reservlag      | Rockbeare             | Morchard Bishop              | Honiton Town                | Christow              | Dawlish Colts                 |
| 1954/55 | St Luke's College (8)      | Beer Albion                  | Whipton Saints              | Winkleigh             | N.A.L.G.O.                   | Exbourne                    | Alphingtons reservlag | ?                             |
| 1955/56 | St Luke's College (9)      | Exeter Citys reservlag       | Exmouth Towns reservlag     | Winkleigh             | St Luke's Colleges reservlag | East Budleigh               | Pinhoes reservlag     | Exwick                        |
| 1956/57 | Friernhay (12)             | Exeter Citys reservlag       | Heavitree Uniteds reservlag | Alphingtons reservlag | Exbourne                     | Starcross                   | Pinbrook              | Crediton Uniteds reservlag    |
| 1957/58 | Barnstaple Towns reservlag | St Luke's Colleges reservlag | Dawlish Towns reservlag     | Willeys Athletic      | Sandford                     | Willeys Athletics reservlag | Colyton               | Northlew                      |

### 1958–1959
| Säsong  | Premier Division   | Senior Division 1 | Senior Division 2   | Junior Division 1 | Junior Division 2A | Junior Division 3A | Junior Division 3B |
| ------- | ------------------ | ----------------- | ------------------- | ----------------- | ------------------ | ------------------ | ------------------ |
| 1958/59 | Newton Abbot Spurs | R.E.M.E. Honiton  | Chelstons reservlag | Exbourne          | N.A.L.G.O.         | Feniton            | Fordton            |

### 1959–1960
| Säsong  | Premier Division | Senior Division 1  | Senior Division 2           | Junior Division 1 | Junior Division 2 East | Junior Division 3 East       | Junior Division 3 West |
| ------- | ---------------- | ------------------ | --------------------------- | ----------------- | ---------------------- | ---------------------------- | ---------------------- |
| 1959/60 | Friernhay (13)   | Cullompton Rangers | Heavitree Uniteds reservlag | Sandford          | Exwick                 | Cullompton Rangers reservlag | Follygate              |

### 1960–1965
| Säsong  | Premier Division       | Senior Division 1 | Senior Division 2           | Junior Division 1 East       | Junior Division 1 West | Junior Division 2 East | Junior Division 3 East | Junior Division 3 West |
| ------- | ---------------------- | ----------------- | --------------------------- | ---------------------------- | ---------------------- | ---------------------- | ---------------------- | ---------------------- |
| 1960/61 | St Luke's College (10) | St Mark's         | Heavitree Uniteds reservlag | Elmore                       | ?                      | Feniton                | Peryam United          | Okehampton Argyle      |
| 1961/62 | Cullompton Rangers     | Ottery St Mary    | Clyst Valleys reservlag     | Exmouth Amateurs             | Okehampton             | Peryam United          | Kenn United            | Tedburn St Mary        |
| 1962/63 | St Luke's College (11) | Crediton United   | Dawlish Towns reservlag     | St Leonard's reservlag       | Starcross              | Topsham Town           | Binford Rovers         | Starcross reservlag    |
| 1963/64 | Cullompton Rangers (2) | St Leonards       | Dawlish Towns reservlag     | Newton Popplefords reservlag | Rougemont              | Offwell & Widworthy    | Pinhoe                 | Cheriton Fitzpaine     |
| 1964/65 | Tiverton Town (4)      | Newton Poppleford | Exmouth Towns reservlag     | Colyton                      | Bampton                | Willand Rovers         | Honiton Town           | Willeys Social Club    |

### 1965–1972
| Säsong  | Premier Division     | Senior Division 1 | Senior Division 1B | Senior Division 2A          | Senior Division 2B            | Junior Division 1 East | Junior Division 1 West      | Junior Division 2 East | Junior Division 3 East       | Junior Division 3 West |
| ------- | -------------------- | ----------------- | ------------------ | --------------------------- | ----------------------------- | ---------------------- | --------------------------- | ---------------------- | ---------------------------- | ---------------------- |
| 1965/66 | Tiverton Town (5)    | Torquay Villa     | Willeys Athletic   | Dawlish Towns reservlag     | St Luke's Colleges reservlag  | Tipton St John         | Bow AAC                     | ?                      | Willand Rovers               | Sampford Peverell      |
| 1966/67 | Dawlish Town         | Crediton United   | Dolphin            | Tiverton Towns reservlag    | Alphingtons reservlag         | Devon Valley Mill      | Silverton                   | Feniton                | ?                            | ?                      |
| 1967/68 | Sidmouth Town        | St Luke's College | Beer Albion        | Heavitree Uniteds reservlag | Topsham Towns reservlag       | Willand Rovers         | Winkleigh                   | Woodbury               | Tipton St John               | Chulmleigh             |
| 1968/69 | Dawlish Town (2)     | Beer Albion       | Devon Valley Mill  | Heavitree Uniteds reservlag | Budleigh Saltertons reservlag | Woodbury               | Westexe Rovers              | Exeter University      | Devon Valley Mills reservlag | Thorverton             |
| 1969/70 | Dawlish Town (3)     | Alphington        | Exeter University  | Dawlish Towns reservlag     | Alphingtons reservlag         | Colyton                | Sylvans                     | Exeter Civil Service   | Willeys Social Club          | Morchard Bishop        |
| 1970/71 | Heavitree United (5) | Willand Rovers    | Willeys Athletic   | Tiverton Towns reservlag    | Crediton Uniteds reservlag    | Sidbury United         | Exeter Greyhounds reservlag | Windsor United         | Axmouth United               | St Loyes Hotel         |
| 1971/72 | Dawlish Town (4)     | Sylvans           | Exeter Greyhound   | Dawlish Towns reservlag     | Exeter Universitys reservlag  | Tipton St John         | Thorverton                  | Newton Poppleford      | Pinhoe                       | Poughill               |

### 1972–1973
| Säsong  | Premier Division | Senior Division 1A | Senior Division 1B | Senior Division 2A      | Senior Division 2B           | Senior Division 2C | Intermediate Division 1 East | Intermediate Division 1 West | Intermediate Division 2 East | Intermediate Division 2 West | Intermediate Division 3 East | Intermediate Division 3 West |
| ------- | ---------------- | ------------------ | ------------------ | ----------------------- | ---------------------------- | ------------------ | ---------------------------- | ---------------------------- | ---------------------------- | ---------------------------- | ---------------------------- | ---------------------------- |
| 1972/73 | Dawlish Town (5) | Exeter Greyhound   | Cullompton Rangers | Dawlish Towns reservlag | St Luke's Colleges reservlag | Exmouth Amateurs   | Seaton Town                  | Newton St Cyres              | Dunkeswell Rovers            | Hatherleigh                  | Honiton Town                 | Rewe                         |

### 1973–1975
| Säsong  | Premier Division | Senior Division 1A | Senior Division 1B | Senior Division 2A        | Senior Division 2B           | Senior Division 2C              | Intermediate Division 1 East | Intermediate Division 1 West | Intermediate Division 2 East | Intermediate Division 2 West | Intermediate Division 3 East |
| ------- | ---------------- | ------------------ | ------------------ | ------------------------- | ---------------------------- | ------------------------------- | ---------------------------- | ---------------------------- | ---------------------------- | ---------------------------- | ---------------------------- |
| 1973/74 | Ottery St Mary   | Alphington         | Windsor United     | Elmores reservlag         | St Luke's Colleges reservlag | Exeter Civil Services reservlag | Feniton                      | St Mark's                    | Wheatons Sports              | Black Torrington             | Parks United                 |
| 1974/75 | Dolphin United   | Newton St Cyres    | Thorverton         | Dolphin Uniteds reservlag | Willeys Athletics reservlag  | St Luke's Colleges tredjelag    | Dunkeswell Rovers            | High Bickington              | Littleham                    | Follygate                    | St David's                   |

### 1975–1976
| Säsong  | Premier Division   | Senior Division 1A | Senior Division 1B | Senior Division 2A   | Senior Division 2B              | Intermediate Division 1 East | Intermediate Division 1 West | Intermediate Division 2 East | Intermediate Division 2 West |
| ------- | ------------------ | ------------------ | ------------------ | -------------------- | ------------------------------- | ---------------------------- | ---------------------------- | ---------------------------- | ---------------------------- |
| 1975/76 | Dolphin United (2) | Torrington         | Hatherleigh        | Friernhays reservlag | Exeter Civil Services reservlag | Rockbeare                    | Bow AAC                      | Ashill Rovers                | Rewe                         |

### 1976–1977
| Säsong  | Premier Division | Senior Division 1A | Senior Division 1B | Senior Division 2A       | Senior Division 2B       | Intermediate Division 1 East | Intermediate Division 1 West | Intermediate Division 2 East | Intermediate Division 2 West | Intermediate Division 3 East |
| ------- | ---------------- | ------------------ | ------------------ | ------------------------ | ------------------------ | ---------------------------- | ---------------------------- | ---------------------------- | ---------------------------- | ---------------------------- |
| 1976/77 | Torrington       | Elmore             | Heavitree United   | Sidmouth Towns reservlag | Bideford AAC:s reservlag | Honiton Towns reservlag      | Golden Hart                  | Tipton St John               | Kenton                       | Honiton Towns tredjelag      |

### 1977–1980
| Säsong  | Premier Division  | Senior Division 1A | Senior Division 1B | Senior Division 2A              | Senior Division 2B          | Senior Division 2C      | Intermediate Division 1 East | Intermediate Division 1 West | Intermediate Division 2 East | Intermediate Division 2 West |
| ------- | ----------------- | ------------------ | ------------------ | ------------------------------- | --------------------------- | ----------------------- | ---------------------------- | ---------------------------- | ---------------------------- | ---------------------------- |
| 1977/78 | Alphington        | Topsham Town       | St Mark's          | Friernhays reservlag            | Thorvertons reservlag       | Windsor United          | East Budleigh                | Okehampton Argyle            | Broadclyst                   | Devon Motel                  |
| 1978/79 | Alphington (2)    | Cullompton Rangers | Honiton Town       | Exeter Civil Services reservlag | Clyst Valleys reservlag     | Honiton Towns reservlag | Colyton                      | Devon Motel                  | Pinhoe                       | Kenton                       |
| 1979/80 | Exeter University | Bideford           | Devon Motel        | Alphingtons reservlag           | Willeys Athletics reservlag | Windsor United          | Woodbury Salterton           | Winkleigh                    | Kenton                       | Santon United                |

### 1980–1983
| Säsong  | Premier Division        | Senior Division 1A   | Senior Division 1B | Senior Division 2A              | Senior Division 2B       | Intermediate Division 1 East | Intermediate Division 1 West | Intermediate Division 2 East | Intermediate Division 2 West |
| ------- | ----------------------- | -------------------- | ------------------ | ------------------------------- | ------------------------ | ---------------------------- | ---------------------------- | ---------------------------- | ---------------------------- |
| 1980/81 | Exeter University (2)   | Budleigh Salterton   | East Budleigh      | Exeter Civil Services reservlag | Sidmouth Towns reservlag | Seaton Town                  | Chulmleighs reservlag        | Littleham                    | Halwill                      |
| 1981/82 | Exeter University (3)   | Feniton              | Chulmleigh         | Exeter Civil Services reservlag | Topsham Towns reservlag  | Beer Albions reservlag       | Westexe Rovers               | Kenton                       | Chulmleighs reservlag        |
| 1982/83 | Exmouth Towns reservlag | Exeter Civil Service | Beer Albion        | Budleigh Saltertons reservlag   | Chelstons reservlag      | Broadclyst                   | Hatherleigh                  | Tipton St John               | Starcross                    |

### 1983–1985
| Säsong  | Premier Division       | Senior Division 1A | Senior Division 1B | Senior Division 2A            | Senior Division 2B       | Intermediate Division 1 | Intermediate Division 2 | Intermediate Division 3 |
| ------- | ---------------------- | ------------------ | ------------------ | ----------------------------- | ------------------------ | ----------------------- | ----------------------- | ----------------------- |
| 1983/84 | Budleigh Salterton     | Exeter Arms        | Appledore BAAC     | Willeys Athletics reservlag   | Exeter Arms reservlag    | Newtown                 | Kentisbeare             | Broadclysts reservlag   |
| 1984/85 | Budleigh Salterton (2) | Chelston           | Tiverton Town      | Budleigh Saltertons reservlag | Sidmouth Towns reservlag | St Mark's reservlag     | Culmstock               | Littleham               |

### 1985–1988
| Säsong  | Premier Division           | Senior Division 1   | Senior Division 2   | Senior Division 3               | Senior Division 4        | Intermediate Division 1 | Intermediate Division 2 | Intermediate Division 3 | Intermediate Division 4 |
| ------- | -------------------------- | ------------------- | ------------------- | ------------------------------- | ------------------------ | ----------------------- | ----------------------- | ----------------------- | ----------------------- |
| 1985/86 | Exeter Citys tredjelag     | Newton St Cyres     | London & Manchester | Exeter Civil Services reservlag | Willand Rovers reservlag | Offwell & Widworthy     | Culm United             | St Thomas Social Club   | Payhembury              |
| 1986/87 | Exeter Citys tredjelag (2) | Sidmouth Town       | Torrington          | Crediton Uniteds reservlag      | Offwell & Widworthy      | Kentisbeare             | Sandford                | Northlew                | Lympstones reservlag    |
| 1987/88 | Crediton United            | London & Manchester | Pinhoe              | Buckland Athletic               | Morchard Bishop          | Cruwys United           | North Tawton            | Halwill                 | Seaton Town             |

### 1988–1992
| Säsong  | Premier Division           | Senior Division 1    | Senior Division 2 | Senior Division 3       | Senior Division 4  | Intermediate Division 1 | Intermediate Division 2         | Intermediate Division 3       | Intermediate Division 4         | Intermediate Division 5   |
| ------- | -------------------------- | -------------------- | ----------------- | ----------------------- | ------------------ | ----------------------- | ------------------------------- | ----------------------------- | ------------------------------- | ------------------------- |
| 1988/89 | Newton St Cyres            | Exeter University    | East Budleigh     | Dawlish Towns reservlag | Cruwys United      | Sidbury United          | Cheriton Fitzpaine              | Kilmington                    | Exeter Civil Services reservlag | Sidbury Uniteds reservlag |
| 1989/90 | Exeter Citys tredjelag (3) | Exeter Civil Service | Morchard Bishop   | Culm United             | Sidbury United     | Cheriton Fitzpaine      | Folly Gate & Inwardleigh        | Cheriton Fitzpaines reservlag | Dawlish Villa                   | Newton Poppleford         |
| 1990/91 | Budleigh Salterton (3)     | St Martin's          | Clyst Valley      | Sidbury United          | Cheriton Fitzpaine | Tedburn St Mary         | Exeter Civil Services reservlag | Queen's Head                  | Newton Poppleford               | King's Arms               |
| 1991/92 | Exeter Citys tredjelag (4) | St Martin's          | Sidbury United    | Cheriton Fitzpaine      | Tedburn St Mary    | Witheridge              | Westexe Rovers reservlag        | Crediton Uniteds reservlag    | King's Arms                     | Thorverton                |

### 1992–2001
| Säsong  | Premier Division           | Senior Division 1               | Senior Division 2               | Senior Division 3     | Intermediate Division 1    | Intermediate Division 2  | Intermediate Division 3            | Intermediate Division 4      | Intermediate Division 5   |
| ------- | -------------------------- | ------------------------------- | ------------------------------- | --------------------- | -------------------------- | ------------------------ | ---------------------------------- | ---------------------------- | ------------------------- |
| 1992/93 | Exeter Citys tredjelag (5) | Exeter University               | Cheriton Fitzpaine              | Tedburn St Mary       | Dawlish Villa              | Alphingtons reservlag    | St Martin's reservlag              | Thorverton                   | Bradninchs reservlag      |
| 1993/94 | Exeter Citys tredjelag (6) | Cheriton Fitzpaine              | Exeter Civil Services reservlag | Dawlish Villa         | Alphingtons reservlag      | Wonfords reservlag       | Thorverton                         | Crescent                     | Bickleighs reservlag      |
| 1994/95 | Buckland Athletic          | Exeter St Thomas                | Seaton Town                     | Alphingtons reservlag | Crediton Uniteds reservlag | Thorverton               | Tap & Barrel                       | Exmouth Amateurs tredjelag   | Newton St Cyres reservlag |
| 1995/96 | Cheriton Fitzpaine         | Budleigh Saltertons reservlag   | Alphingtons reservlag           | Bradninch             | Thorverton                 | East Budleighs reservlag | Okehampton Argyles reservlag       | Cullompton Rangers reservlag | Alphingtons tredjelag     |
| 1996/97 | Exeter Civil Service       | Budleigh Saltertons reservlag   | Exmouth Amateurs reservlag      | Pinhoes reservlag     | Tap & Barrel               | Dawlish Villas reservlag | Woodbury                           | Alphingtons tredjelag        | Thorvertons reservlag     |
| 1997/98 | Exeter University (4)      | Pinhoe                          | Thorverton                      | Tap & Barrel          | Bickleigh                  | Lifton                   | Heavitree Social Uniteds reservlag | Thorvertons reservlag        | Tap & Barrels reservlag   |
| 1998/99 | Exeter Civil Service (2)   | Exeter Civil Services reservlag | Tap & Barrel                    | Newton Poppleford     | Lifton                     | Witheridges reservlag    | Honiton Town                       | Tap & Barrels reservlag      | Beer Albions reservlag    |
| 1999/00 | Buckland Athletic (2)      | Tap & Barrel                    | Cheriton Fitzpaines reservlag   | Oakwood               | Broadclyst                 | Motel Rangers            | Lympstones reservlag               | Crescents reservlag          | Elmores reservlag         |
| 2000/01 | Exeter University (5)      | Cullompton Rangers reservlag    | Newtown                         | Newtowns reservlag    | Culm United                | Sandford                 | Honiton Towns reservlag            | Elmores reservlag            | Oakwoods reservlag        |

### 2001–2002
| Säsong  | Premier Division      | Senior Division 1        | Senior Division 2            | Senior Division 3 | Senior Division 4         | Intermediate Division 1 | Intermediate Division 2 | Intermediate Division 3      | Intermediate Division 4 | Intermediate Division 5 |
| ------- | --------------------- | ------------------------ | ---------------------------- | ----------------- | ------------------------- | ----------------------- | ----------------------- | ---------------------------- | ----------------------- | ----------------------- |
| 2001/02 | Exeter University (6) | Willand Rovers reservlag | Buckland Athletics reservlag | Winkleigh         | Axminster Towns reservlag | Sandford                | Honiton Towns reservlag | Heavitree Harriers reservlag | Amory Rovers            | Kentisbeares reservlag  |

### 2002–2005
| Säsong  | Premier Division                 | Senior Division 1            | Senior Division 2        | Senior Division 3                  | Senior Division 4                  | Intermediate Division 1 | Intermediate Division 2   | Intermediate Division 3 | Intermediate Division 4 |
| ------- | -------------------------------- | ---------------------------- | ------------------------ | ---------------------------------- | ---------------------------------- | ----------------------- | ------------------------- | ----------------------- | ----------------------- |
| 2002/03 | Tap & Barrel                     | Thorverton                   | Axminster Town           | Sandford                           | Heavitree Social Uniteds reservlag | Heavitree Harriers      | Axminster Towns reservlag | The Vic                 | North Tawtons reservlag |
| 2003/04 | St Loyes (f.d. Tap & Barrel) (2) | Exmouth Towns reservlag      | Sidmouth Towns reservlag | Heavitree Social Uniteds reservlag | St Loyes reservlag                 | Morchard Bishop         | Sampford Peverell         | North Tawtons reservlag | Newtowns tredjelag      |
| 2004/05 | Exmouth Towns reservlag (2)      | Cullompton Rangers reservlag | Bickleigh                | Heavitree Harriers                 | Otterton                           | Seaton Towns reservlag  | Legends                   | Phoenix Club            | Culmstock               |

### 2005–2009
| Säsong  | Premier Division             | Senior Division 1             | Senior Division 2                  | Senior Division 3            | Senior Division 4     | Senior Division 5      | Intermediate Division 1      | Intermediate Division 2            | Intermediate Division 3      | Intermediate Division 4   |
| ------- | ---------------------------- | ----------------------------- | ---------------------------------- | ---------------------------- | --------------------- | ---------------------- | ---------------------------- | ---------------------------------- | ---------------------------- | ------------------------- |
| 2005/06 | Heavitree Social United      | Okehampton Argyle             | Culm United                        | Exeter Universitys fjärdelag | Bow AAC               | Beacon Knights         | Newtowns tredjelag           | Dawlish United                     | Heavitree Harriers reservlag | Alphingtons fjärdelag     |
| 2006/07 | Axminster Town               | Heavitree Harriers            | Exeter Universitys tredjelag       | Bow AAC                      | Beacon Knights        | Newtowns tredjelag     | Phoenix Club                 | Countess Wear Dynamoes             | Beer Albions reservlag       | Halwills reservlag        |
| 2007/08 | Exeter Universitys reservlag | Budleigh Saltertons reservlag | Bow AAC                            | Morchard Bishop              | Witheridges reservlag | Phoenix Club           | Okehampton Argyles reservlag | Hemyock                            | Bow AAC:s reservlag          | Bamptons reservlag        |
| 2008/09 | St Martin's                  | Alphingtons reservlag         | Heavitree Social Uniteds reservlag | Tipton St John               | Phoenix Club          | Countess Wear Dynamoes | Wellington Towns reservlag   | Heavitree Social Uniteds tredjelag | Beacon Knights reservlag     | Dawlish Uniteds reservlag |

### 2009–2010
| Säsong  | Premier Division | Division 1  | Division 2     | Division 3               | Division 4     | Division 5                 | Division 6                  | Division 7              | Division 8 | Division 9              |
| ------- | ---------------- | ----------- | -------------- | ------------------------ | -------------- | -------------------------- | --------------------------- | ----------------------- | ---------- | ----------------------- |
| 2009/10 | Thorverton       | Seaton Town | Tipton St John | Sidmouth Towns reservlag | Dawlish United | Wellington Towns reservlag | Exeter Universitys femtelag | Dawlish Towns tredjelag | Bradninch  | Topsham Towns tredjelag |

### 2010–2015
| Säsong  | Premier Division         | Division 1                 | Division 2               | Division 3                   | Division 4                         | Division 5             | Division 6              | Division 7                 | Division 8                 |
| ------- | ------------------------ | -------------------------- | ------------------------ | ---------------------------- | ---------------------------------- | ---------------------- | ----------------------- | -------------------------- | -------------------------- |
| 2010/11 | Sidmouth Town (2)        | Barnstaple Towns reservlag | Phoenix Club             | Topsham Towns reservlag      | Bickleigh                          | Dolphin                | Exmouth Towns reservlag | Chulmleigh                 | Morchard Bishops reservlag |
| 2011/12 | St Martin's (2)          | Exmouth Amateurs           | Tiverton Towns reservlag | Bickleigh                    | Dolphin                            | Newtowns tredjelag     | Chulmleigh              | Morchard Bishops reservlag | Tipton St Johns reservlag  |
| 2012/13 | Feniton                  | Bow AAC                    | Elmores reservlag        | Dolphin                      | Heavitree Social Uniteds tredjelag | Culm Uniteds reservlag | Fenitons reservlag      | Halwills reservlag         | Alphingtons tredjelag      |
| 2013/14 | St Martin's (3)          | Elmores reservlag          | Dolphin                  | Exeter Universitys fjärdelag | Exmouth Towns reservlag            | Lapford                | Otterton                | Henry's Cronies            | Alphingtons fjärdelag      |
| 2014/15 | Tiverton Towns reservlag | Honiton Town               | Upottery                 | Henry's Cronies              | Lapford                            | Fluxton                | Ottery St Mary          | Winchester                 | Culm Uniteds reservlag     |

### 2015–2017
| Säsong  | Premier Division | Division 1       | Division 2      | Division 3   | Division 4                | Division 5        | Division 6       | Division 7                | Division 8          | Division 9            |
| ------- | ---------------- | ---------------- | --------------- | ------------ | ------------------------- | ----------------- | ---------------- | ------------------------- | ------------------- | --------------------- |
| 2015/16 | Topsham Town     | Exmouth Amateurs | Henry's Cronies | Lapford      | Axminster Towns reservlag | Uplowman Athletic | Whipton & Pinhoe | Tivvy Park Rangers        | Cranbrook           | Upotterys reservlag   |
| 2016/17 | Honiton Town     | Cronies          | Lapford         | Perry Street | Kentisbeare               | Royal Oak         | Winkleigh        | Ilminster Towns reservlag | Upotterys reservlag | St Martin's tredjelag |

### 2017–
| Säsong  | Premier Division | Division 1 | Division 2       | Division 3                   | Division 4        | Division 5        | Division 6             | Division 7    | Division 8                |
| ------- | ---------------- | ---------- | ---------------- | ---------------------------- | ----------------- | ----------------- | ---------------------- | ------------- | ------------------------- |
| 2017/18 | Elmore           | Colyton    | Bampton          | Exeter Universitys fjärdelag | Whipton & Pinhoe  | Elmores reservlag | Upotterys reservlag    | Spreyton      | Thorvertons reservlag     |
| 2018/19 | Exwick Villa     | Lapford    | Whipton & Pinhoe | Lympstone                    | Elmores reservlag | Dunkeswell Rovers | Kentisbeares reservlag | Cowick Barton | Dawlish Uniteds reservlag |

Fler än vad som angetts ovan var med säkerhet reservlag
Källa: